# Kahuta
Kahuta (ourdou : کہوٹہ) est une ville du district de Rawalpindi au Pendjab au Pakistan. La ville est connue pour abriter le laboratoire de recherche nucléaire de Kahuta.

## Histoire
En septembre 1976, 40 hectares sont choisis à Kahuta par Abdul Qadeer Khan comme site d'installation d'un centre secret de recherche et de production d'uranium enrichi (matière nucléaire de qualité militaire) le "Kahuta Research Laboratories", dans le cadre du projet 706 visant à développer pour le Pakistan une arme nucléaire.

## Démographie
La population de la ville a été multipliée par plus de sept entre 1972 et 2017 selon les recensements officiels, passant de 8 097 habitants à 60 557. Entre 1998 et 2017, la croissance annuelle moyenne s'affiche à 6,2 %, bien supérieure à la moyenne nationale de 2,4 %. Selon le recensement de 2023, la population de la ville monte à 75 349 habitants.
Près de 80 % des habitants parlent le pendjabi, tandis qu'environ 7 % des habitants ont l'ourdou pour langue maternelle et 3 % le pachto.
Essentiellement musulmane, la ville inclut une toute petite minorité chrétienne, comptant environ 300 fidèles.
Le taux d'alphabétisation de la ville s'élève à 89 % en 2023 (contre une moyenne nationale de 61 %), dont 93 % pour les hommes et 84 % pour les femmes.
|            | 1972 (rec.) | 1981 (rec.) | 1998 (rec.) | 2017 (rec.) | 2023 (rec.) |
| ---------- | ----------- | ----------- | ----------- | ----------- | ----------- |
| Population | 8 097       | 9 455       | 19 207      | 60 557      | 75 349      |